# Christian Walcher
Christian Walcher (Bolzano, 27 settembre 1980) è un ex hockeista su ghiaccio italiano, di ruolo attaccante.

## Carriera

### Club
Walcher, cresciuto nell'EV Bozen 84, ha iniziato la sua carriera nel 1997, nelle file dell'Hockey Club Bolzano; la sua vita da professionista di hockey su ghiaccio, si è svolta quasi tutta nella squadra biancorossa, escludendo un solo anno, ovvero la stagione 2001-02 trascorsa al Renon.
Con la maglia del Bolzano Walcher vanta oltre 500 presenze, traguardo raggiunto il 7 ottobre 2011 in occasione della partita contro l'Alleghe Hockey. Nella stessa partita fu tuttavia vittima di un infortunio al metacarpo della mano destra che lo costrinse fuori dal ghiaccio per sei settimane.
Con la maglia del Bolzano Walcher ha conquistato cinque campionati italiani, tre edizioni della Coppa Italia e quattro Supercoppe italiane. Nell'estate del 2013, dopo aver disputato oltre 500 partite in Serie A, Walcher dovette lasciare il Bolzano a causa del sistema a punti per stabilire i membri del roster applicato dalla EBEL che favorisce l'inserimento di giovani giocatori.

### Nazionale
Christian Walcher vanta apparizioni con le rappresentative giovanili italiane Under-18 e Under-20, con un totale di 19 punti ottenuti in 15 partite disputate.

## Palmarès

### Club
- Campionato italiano: 5

Bolzano: 1997-1998, 1999-2000, 2007-2008, 2008-2009, 2011-2012
- Coppa Italia: 3

Bolzano: 2003-2004, 2006-2007, 2008-2009
- Supercoppa italiana: 4

Bolzano:  2004, 2007, 2008, 2012